# جون روس (سياسي كندي، مواليد 1822)
جون روس هو سياسي كندي، (ولد في Pictou County ‏ في كندا 1822  م). نشط حزبياً في الحزب الليبرالي في نوفا سكوشا ‏. وقد انتخب عضو مجلس نواب نوفا سكوشا عن دائرة Victoria County, Nova Scotia ‏ (1867 – 1874).